# ホルト郡 (ネブラスカ州)

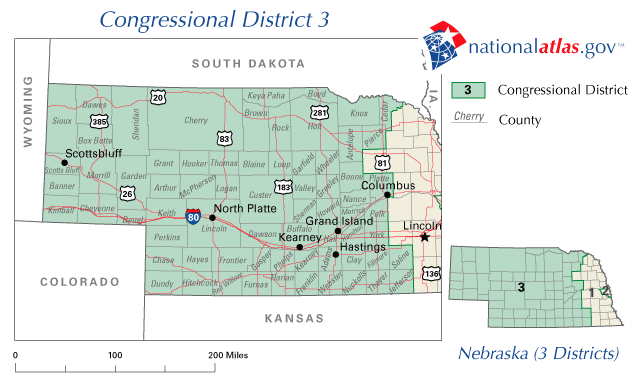
ホルト郡はネブラスカ州中央北部に位置する

ホルト郡（ホルトぐん、Holt County）はアメリカ合衆国ネブラスカ州中北部に位置する郡である。2000年現在、人口は11,551人。郡庁所在地はオニール。オニールはホルト郡中央やや東寄りに位置する。

## 歴史
この郡は1862年にw:Nebraska Legislatureの議決によって設立された。ここはミズーリ州ホルト郡と名称を共有していて、w:United States Postmaster General並びにアメリカ合衆国大統領ジェームズ・ブキャナン下でw:United States Secretary of Warを務めた、ケンタッキー州出身w:Joseph Holtの名を取って命名された。

## 地理
アメリカ合衆国統計局によると、この郡は総面積6,262 km2 (2,418 mi2) である。このうち6,249 km2 (2,413 mi2) が陸地で13 km2 (5 mi2) が水地域である。総面積の0.21%が水地域となっている。
ホルト郡の形状はほぼ正方形だが、北側の境界が不規則になっている。これはミズーリ川支流のニオブララ川を境にボイド郡と接しているためである。ニオブララ川の川幅はホルト郡の位置では500mにも広がっている。ボイド郡側は一面に牧草地が広がるが、ホルト郡側は台地となっており、牧草地がほとんど見られず畑作地となっている。
ホルト郡はニオブララ川に南から流れ込んでいく長さ10km程度の数本の支流と支流に流れ込む小川のために土地が著しく侵食されている。これはグレートプレーンズ全域に渡って見られる環境問題ともなっている。畑地のなかに深さ数mの亀裂が生じるため、農業を放棄する原因となる。
北部の大部分と南東部では耕作が中断されている土地が広がり、6マイル四方のタウンシップと1マイルごとのセクションの区画割り自体が崩れかかっている。これ以外の部分はセクションの区画割に沿ってスプリンクラーを円形に回転させる灌漑農業が一面に広がる。

## 人口動勢
2000年現在の国勢調査で、この郡は人口11,551人、4,608世帯、及び3,170家族が暮らしている。人口密度は2/km2 (5/mi2) である。1/km2 (2/mi2) の平均的な密度に5,281軒の住居が建っている。この郡の人種的構成は白人98.86%、アフリカン・アメリカン0.03%、先住民0.29%、アジア0.18%、太平洋諸島系0.05%、その他の人種0.23%、及び混血0.35%である。人口の0.71%がヒスパニックまたはラテン系である。
この郡内の住民は27.30%が18歳未満の未成年、18歳以上24歳以下が5.70%、25歳以上44歳以下が24.50%、45歳以上64歳以下が22.70%、及び65歳以上が19.80%にわたっている。中央値年齢は40歳である。女性100人ごとに対して男性は96.90人である。18歳以上の女性100人ごとに対して男性は93.50人である。
この郡の世帯ごとの平均的な収入は30,738米ドルであり、家族ごとの平均的な収入は37,463米ドルである。男性は24,681米ドルに対して女性は17,593米ドルの平均的な収入がある。この郡の一人当たりの収入 (per capita income) は15,256米ドルである。人口の13.00%及び家族の9.80%は貧困線以下である。全人口のうち18歳未満の15.00%及び65歳以上の12.10%は貧困線以下の生活を送っている。

## 都市及び村
- アトキンソン (Atkinson)
- Chambers
- Emmet
- Ewing
- Inman
- オニール (O'Neill)
- ページ (Page)
- Stuart